# EUREKA
EUREKA è un'organizzazione europea per la ricerca tecnologica applicata allo sviluppo produttivo. Ne fanno parte tutti i paesi europei compresi quelli non appartenenti all'Unione europea.

## Storia
EUREKA venne costituita a Parigi il 17 luglio 1985, durante una conferenza tra ministri di 17 nazioni e membri di commissione di varie comunità europee.
Le sue finalità e le linee guida furono formalizzati il 6 novembre 1985 ad Hannover in un documento in cui si specifica che l'obiettivo principale è aumentare la competitività delle industrie europee grazie alla stretta cooperazione nelle ricerche tecnologicamente avanzate, con il sostegno dei governi nazionali e delle comunità europee (tra cui CERN ed ESA) a cui è demandato il coordinamento dell'organizzazione.
Originariamente, all'organizzazione aderivano tutti i paesi dell'Europa occidentale più la Turchia, dando vita a oltre 200 progetti nei primi tre anni.
In seguito alla caduta del Muro di Berlino, nel periodo tra il 1989 e il 1995 l'organizzazione si estese anche ai paesi dell'Europa centrale e orientale. Grazie a questo allargamento, l'organizzazione diede vita a quasi 900 nuovi progetti, per poi intensificare le sue attività di fronte alla globalizzazione.
All'inizio del XXI secolo fu meglio definito il concetto di "area di ricerca europea", con particolare attenzione alla qualità e venne lanciato il progetto pilota "Nuovi farmaci più sicuri in meno tempo" (New Safer Medicines Faster) nel campo delle biotecnologie. In parallelo, vi è stata l'intensificazione della collaborazione e dell'interscambio con altre strutture europee, complementandosi con il programma quadro di ricerca dell'Unione Europea.
A partire dal 2005, Eureka ha avviato insieme all'Unione Europea il programma Eurostars per progetti internazionali ad alta tecnologia e di carattere civile che devono avere una durata massima di tre anni e sfociare nella produzione e messa sul mercato dei risultati entro due anni dalla conclusione del progetto.

## Appartenenza

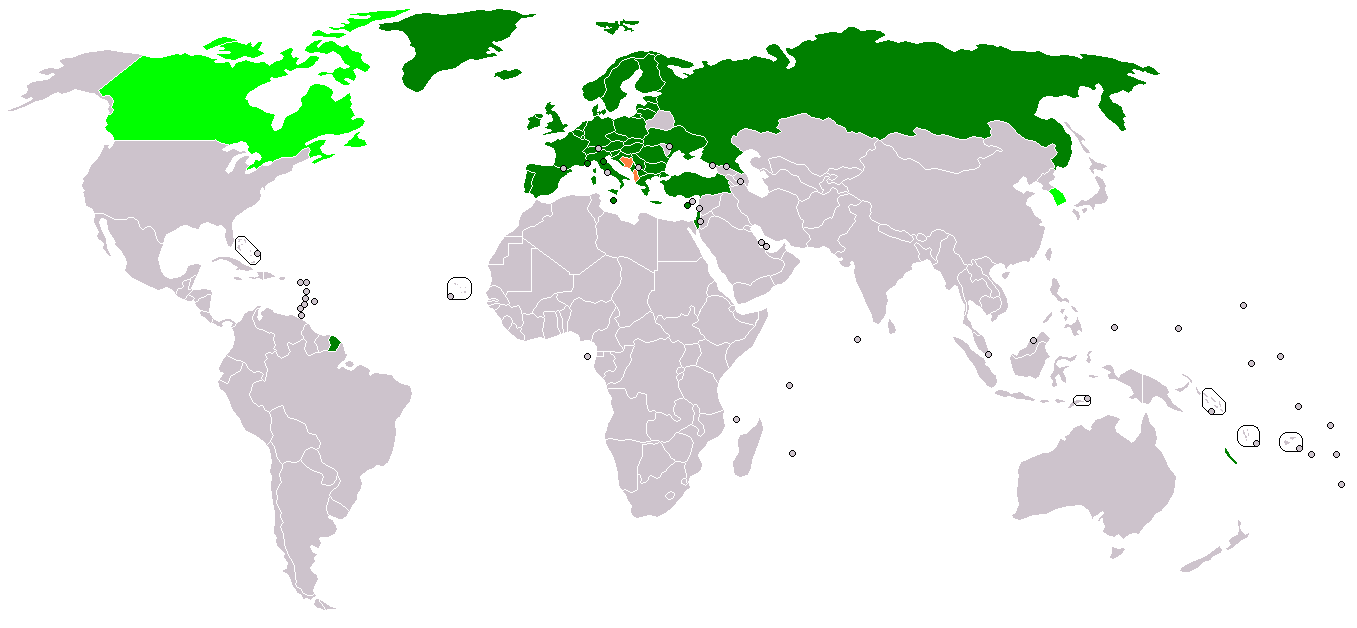
Membro
Paesi Associati
NIP

Membro
     Paesi Associati
     NIP
| Paese membro       | Membro dal |
| ------------------ | ---------- |
| Austria            | 1985       |
| Belgio             | 1985       |
| Bulgaria           | 2010       |
| Croazia            | 2000       |
| Cipro              | 2002       |
| Rep. Ceca          | 1995       |
| Danimarca          | 1985       |
| Estonia            | 2001       |
| Finlandia          | 1985       |
| Francia            | 1985       |
| Germania           | 1985       |
| Grecia             | 1985       |
| Ungheria           | 1992       |
| Islanda            | 1986       |
| Irlanda            | 1985       |
| Israele            | 2000       |
| Italia             | 1985       |
| Lettonia           | 2000       |
| Lituania           | 1999       |
| Lussemburgo        | 1985       |
| Macedonia del Nord | 2008       |
| Malta              | 2006       |
| Monaco             | 2005       |
| Montenegro         | 2012       |
| Paesi Bassi        | 1985       |
| Norvegia           | 1985       |
| Polonia            | 1995       |
| Portogallo         | 1985       |
| Romania            | 1997       |
| Russia             | 1993       |
| San Marino         | 2005       |
| Serbia             | 2002       |
| Slovacchia         | 2001       |
| Slovenia           | 1994       |
| Spagna             | 1985       |
| Svezia             | 1985       |
| Svizzera           | 1985       |
| Turchia            | 1985       |
| Ucraina            | 2006       |
| Regno Unito        | 1985       |
| Unione europea     | 1985       |

| Paesi Associati | Iscritto il |
| --------------- | ----------- |
| Corea del Sud   | 2009        |
| Canada          | 2012        |

## Attività
Nel 2010, Eureka coordina oltre 700 progetti individuali a cui partecipano in tutto 2640 organizzazioni differenti, tra cui quasi 500 industrie, 40 governi, 490 istituti di ricerca e circa 480 università, per un budget totale di 1,3 miliardi di euro.
Per progetti di lungo termine, Eureka ha definito dei cluster a cui partecipano, aziende, enti e istituti di ricerca, finalizzati all'individuazione e realizzazione di nuove tecnologie comuni soprattutto nei settori dell'Information Technology, delle telecomunicazioni, delle biotecnologie e dell'energia.
In aggiunta ai progetti, Eureka ha costituito delle reti tematiche, le cosiddette umbrella,  con lo scopo di favorire l'individuazione di nuovi progetti all'interno delle singole aree di interesse. I campi interessati sono l'Information Technology, le scienze mediche e biotecnologiche, i trasporti, le ricerche su laser e nuovi materiali e la robotica.